# Земляные черви
Земляны́е че́рви, или дождевы́е че́рви (лат. Lumbricina), — подотряд малощетинковых червей из отряда Crassiclitellata. Обитают на всех континентах, кроме Антарктиды, однако лишь немногие виды изначально имели широкий ареал: распространение ряда представителей произошло за счёт интродукции человеком. Наиболее известные европейские земляные черви относятся к семейству Lumbricidae.

## Строение

Голова червя

Длина тела представителей разных видов варьирует от 2 см (род Dichogaster) до 3 м (Megascolides australis). Число сегментов также изменчиво: от 80 до 300. При передвижении дождевые черви опираются на короткие щетинки, расположенные на каждом сегменте, кроме переднего. Число щетинок изменяется от 8 до нескольких десятков (у некоторых тропических видов).
Кровеносная система у червей замкнутая, достаточно хорошо развита, кровь имеет красный цвет. У дождевого червя два главных кровеносных сосуда: спинной, по которому кровь движется от задней части тела к передней, и брюшной, в котором кровь движется от передней части тела к задней. Эти два сосуда связаны кольцевыми сосудами в каждом членике, некоторые из них, называемые «сердцами», могут сокращаться, обеспечивая движение крови. Сосуды разветвляются на мелкие капилляры. Дыхание осуществляется через богатую чувствительными клетками кожу, которая покрыта защитной слизью. Слизь насыщена колоссальным количеством ферментов, которые являются антисептиками. Нервная система дождевых червей состоит из слабо развитого головного ганглия (два нервных узла) и брюшной цепочки. Имеют развитую способность к регенерации.

### Органы чувств

Внутреннее строение червя

#### Световые рецепторы
У дождевых червей нет глаз (хотя у некоторых червей есть), однако у них есть специализированные светочувствительные клетки, называемые «световыми клетками Гесса». Эти фоторецепторные клетки имеют центральную внутриклеточную полость (фагосому), заполненную микроворсинками. Помимо микроворсинок, в фагосоме есть несколько сенсорных ресничек, независимых от микроворсинок. Фоторецепторы распределены в большинстве частей эпидермиса, но больше всего сконцентрированы на задней и боковых сторонах червя.

#### Эпидермальные рецепторы
Эти рецепторы многочисленны и распределены по всему эпидермису. Каждый рецептор имеет слегка приподнятую кутикулу, которая покрывает группу высоких, тонких и столбчатых рецепторных клеток. Эти клетки несут на своих внешних концах небольшие волосовидные отростки, а их внутренние концы связаны с нервными волокнами. Эпидермальные рецепторы обладают осязательной функцией. Они также реагируют на изменение температуры и на химические раздражители. Дождевые черви чрезвычайно чувствительны к прикосновениям и механической вибрации.

#### Вкусовыеиобонятельныерецепторы
Эти рецепторы расположены только в эпителии щёчной камеры, также реагируют на химические раздражители (Хеморецепторы).

### Выделительная система
Выделительная система содержит по паре нефридиев в каждом сегменте, кроме первых трёх и последнего. Есть три типа нефридий: покровные, перегородочные и глоточные. Покровные нефридии прикрепляются к внутренней стороне стенки тела во всех сегментах, кроме первых двух. Перегородочные нефридии прикрепляются к обеим сторонам перегородки позади 15-го сегмента. Нефридии глотки прикрепляются к четвёртому, пятому и шестому сегментам. Отходы в целоме жидкости из переднего сегмента обращается в биении ресничек в нефростоме. Оттуда он проходит через перегородку (стенку) по трубке, которая образует серию петель, переплетенных кровеносными капиллярами, которые также переносят отходы в канальцы нефростома. Затем экскреторные отходы выводятся через поры на стороне червя.

### Размножение
Дождевые черви являются гермафродитами, каждая половозрелая особь обладают женской и мужской половой системой (синхронный гермафродитизм). Они размножаются половым путём, используя перекрёстное оплодотворение. Размножение происходит через поясок, внутри которого яйца оплодотворяются и развиваются. Поясок занимает несколько передних сегментов червя, выделяясь относительно остального тела. Выход из пояска маленьких червей происходит через 2—4 недели в виде кокона, а через 3—4 месяца они вырастают до размеров взрослых особей.

### Экология

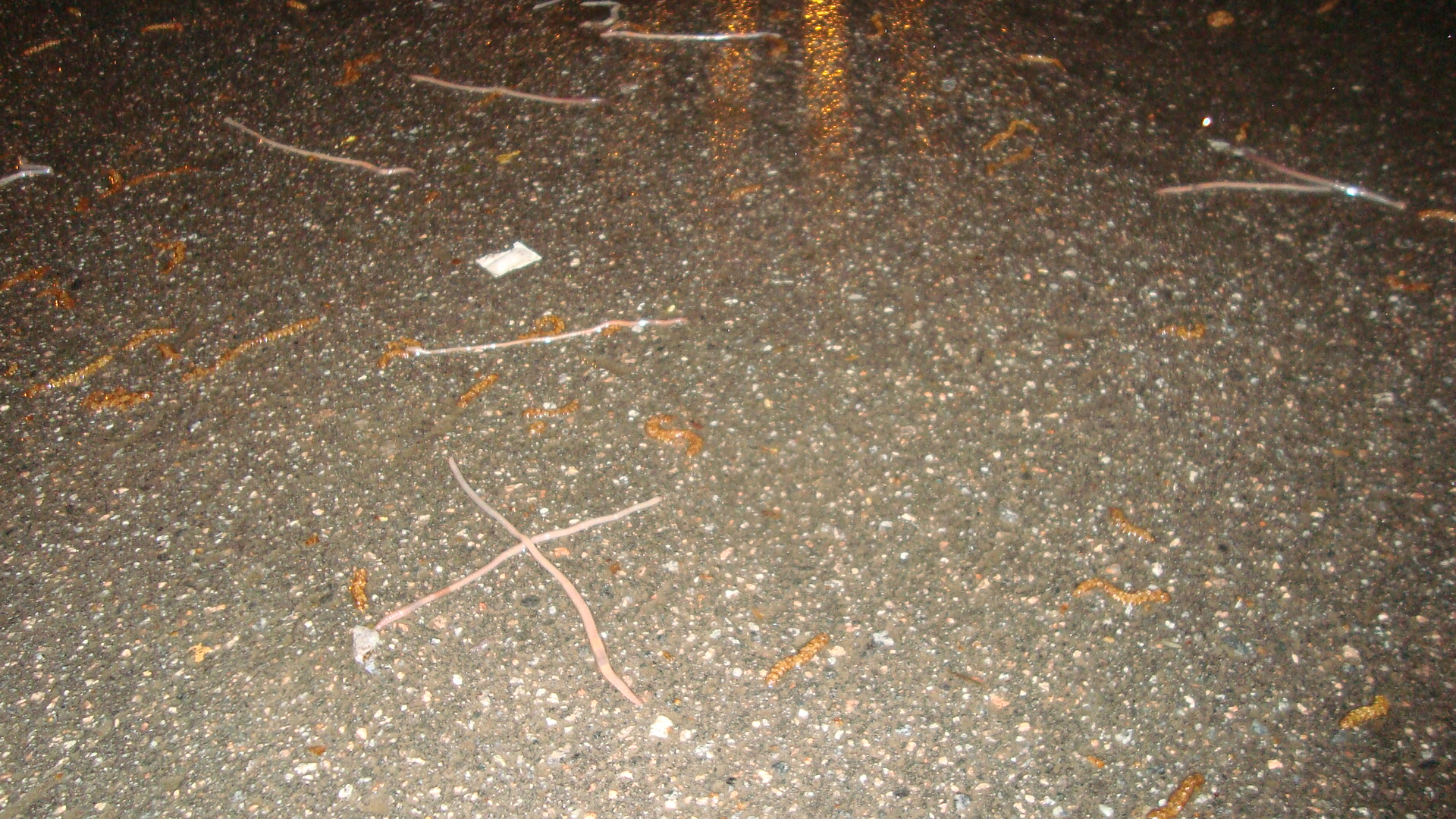
Массовый выход земляных червей на асфальтовую дорожку во время дождя

На значение дождевых червей в процессе образования почвы одним из первых указал Чарльз Дарвин в 1882 году. Земляные черви создают норки в почве (глубиной не менее 60—80 см, крупные виды — до 8 м), способствуя её аэрации, увлажнению и перемешиванию. Черви продвигаются через почву, расталкивая частицы или заглатывая их. Во время дождя земляные черви выходят на поверхность, так как они имеют кожное дыхание и начинают страдать от недостатка кислорода в переувлажнённой почве.
Дождевые черви являются промежуточными хозяевами лёгочных гельминтов свиней и некоторых паразитов птиц.

## Инвазивное влияние на экосистему Северной Америки
Во время последнего оледенения местные виды дождевых червей Северной Америки исчезли с большей территории. После ухода ледника они не смогли восстановить популяцию. Тем не менее с колонизацией Америки и промышленным разведением европейских дождевых червей они стали активно осваивать канадскую и американскую территорию.
Последствия:
- черви активно перерабатывают слой опавших листьев толщиной до 10 сантиметров, в которых обитала своя флора и фауна;
- опавший листочек перерабатывается за 4 недели, в отличие от 3—5 лет ранее без червей;
- исчезновение более крупных животных (птиц, грызунов и землероек);
- обнажение и эрозия почвы, потеря влаги после дождя;
- пропитание червей прорастающими семенами клёна[7].

По состоянию на 2020 год в США распространились на территории 15 штатов эндемичные для Японии и Корейского полуострова высокоинвазивные черви — Amynthas agrestis, Amynthas tokioensis и Metaphire hilgendorfi. Эти черви вытесняют других дождевых червей, многоножек, саламандр и даже птиц, гнездящихся на земле, тем самым нарушая пищевые цепочки в лесах.

## Значение для человека
В Западной Европе вымытых дождевых червей или порошок из высушенных червей клали на раны для их заживления, при туберкулёзе и раке применялась настойка на порошке, отваром лечили боль в ушах, червями, сваренными в вине — желтуху, настоянным на червях маслом — боролись с ревматизмом. Немецкий врач Шталь (1659—1734) назначал порошок из высушенных червей при эпилепсии. Порошок использовался и в традиционной китайской медицине в составе снадобья для избавления от атеросклероза. А в русской народной медицине жидкость, истёкшую от посоленных и разогретых дождевых червей, закапывали в глаза при катаракте.
Австралийскими аборигенами и некоторыми народами Африки крупные виды дождевых червей употребляются в пищу.
Небольшие особи используются как живая наживка в любительской рыбалке.
В Японии считалось, что если помочиться на дождевого червя, то из-за этого может распухнуть причинное место.

### Вермикультура
Разведение земляных червей (вермикультура) позволяет переработать различные виды органических отходов в качественное экологически чистое удобрение — биогумус. Кроме этого, благодаря плодовитости червей можно наращивать их биомассу для использования в качестве кормовых добавок к рациону сельскохозяйственных животных и птиц. Для разведения червей подготавливают компост из различных органических отходов: навоза, куриного помета, соломы, опилок, опавших листьев, сорняков, веток деревьев и кустов, отходов перерабатывающей промышленности, овощехранилищ и так далее. После того, как в компосте условия среды приводят к оптимальным, осуществляется заселение червей в компост. Через 2—3 месяца производится выборка размножившихся червей из получившегося биогумуса.
Впервые практика использования некоторых эпигейных видов земляных червей для получения компоста была предложена в США, пионерами в этой области стали Джордж Шеффилд Оливер и Томас Баррет. Последний проводил исследования на своей ферме «Earthmaster Farms» с 1937 по 1950 год и сыграл важную роль в деле убеждения коллег в ценности и потенциальной важности дождевых червей в агротехнологии.

## Классификация
На февраль 2021 года в подотряд включают 8 семейств:
- Семейство Acanthodrilidae Claus, 1880
- Семейство Eudrilidae Claus, 1880
- Семейство Glossoscolecidae Michaelsen, 1900
- Семейство Hippoperidae Taylor, 1949
- Семейство Komarekionidae Gates, 1974
- Семейство Lumbricidae Rafinesque, 1815
- Семейство Lutodrilidae McMahan, 1976
- Семейство Sparganophilidae Michaelsen, 1921

## Регенерация
Дождевые черви обладают способностью регенерировать потерянные сегменты, но эта способность варьируется между видами и зависит от степени повреждения и условий, в которых будет находиться червь.
Стефенсон (1930) посвятил этой теме главу своей монографии. Г. Э. Гейтс провёл 20 лет, изучая регенерацию у различных видов, но «поскольку был проявлен небольшой интерес», Гейтс (1972) опубликовал лишь некоторые из своих выводов, которые тем не менее, показали, что теоретически у некоторых видов возможно вырастить двух целых червей из раздвоенного экземпляра. Отчёты Гейтса включали:
- Eisenia fetida (Savigny, 1826) с регенерацией головы в переднем направлении, возможной на каждом межсегментарном уровне до 23/24 включительно, в то время как хвосты были регенерированы на любых уровнях за 20/21, то есть два червя могут вырасти из одного[13].
- Lumbricus terrestris Linnaeus, 1758, заменив передние сегменты ещё в 13/14 и 16/17, однако регенерации хвоста обнаружено не было.
- Perionyx excavatus Perrier, 1872, легко регенерировал утраченные части тела, в переднем направлении от 17/18 и в заднем направлении до 20/21.
- Lampito mauritii Kinberg, 1867 с регенерацией в переднем направлении на всех уровнях до 25/26 и регенерацией хвоста с 30/31. Считалось, что регенерация головы вызвана внутренней ампутацией, вызванной заражением личинками Sarcophaga sp.
- Criodrilus lacuum Hoffmeister, 1845 также обладает способностью к регенерации с восстановлением «головы», начиная с 40/41[14].